# Grand Slam (lucha libre profesional)
El Grand Slam es una distinción utilizada por varias promociones estadounidenses y japonesas de lucha libre profesional para un luchador o luchadora que ha ganado los principales campeonatos de su empresa. Entre las promociones que reconocen este logro se encuentran WWE (desde 1997), Total Nonstop Action Wrestling (desde 2009), Ring of Honor (desde 2018), New Japan Pro-Wrestling (desde 2021) y All Elite Wrestling (desde 2025). Los títulos necesarios para un Grand Slam suelen ser tres individuales, normalmente un campeonato mundial entre ellos, y uno por parejas.

## Estados Unidos

### WWE

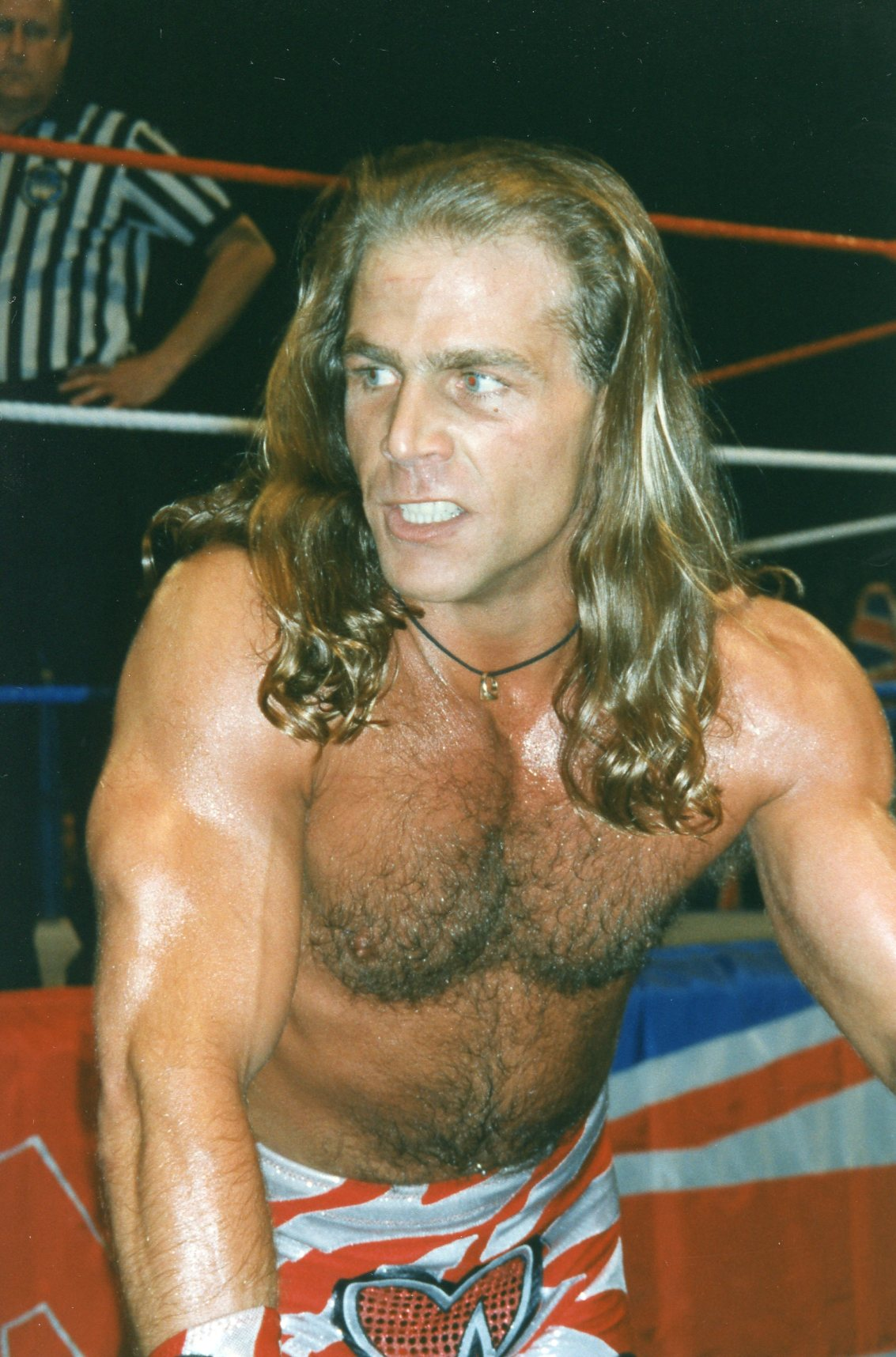
Shawn Michaels, primer campeón del Grand Slam de WWE.

En la WWE, el término de "Gran Campeón" fue utilizado por primera vez en septiembre de 1997. Shawn Michaels lo utilizó para describirse a sí mismo después de ganar el Campeonato Mundial de la WWF, el Campeonato Intercontinental, el Campeonato Europeo y el Campeonato Mundial de Parejas.
En mayo del 2001, WWF.com anunció que el Campeonato Hardcore es un sustituto válido del Europeo. Kane, que había derrotado a Triple H en Judgment Day 2001 el 20 de mayo, ganando el Campeonato Intercontinental, fue nombrado Gran Campeón al haber ganado el Campeonato de la WWF, el Intercontinental, el Hardcore y el de Parejas.
En abril del 2006, WWE.com anunció que el Campeonato en Parejas de la WWE es un sustituto aceptable para el Campeonato Mundial en Parejas al describir a Kurt Angle como un ex Gran Campeón. Incluyendo a Angle, tres luchadores llegaron a esta definición.
En agosto del 2007, la WWE indicó que considera el Campeonato Mundial de Peso Pesado como un sustituto aceptable para el Campeonato de la WWF/E al promulgar: "Shawn Michaels ha sido el primer Gran Campeón al capturar el Campeonato de la WWE y el Mundial de Peso Pesado un total de cuatro veces, el Campeonato Intercontinental tres veces, el Campeonato Europeo una vez y el Campeonato Mundial de Parejas cuatro veces".
En junio del 2009, Chris Jericho ganó el Campeonato en Parejas de la WWE, convirtiéndose en el primer luchador que ganó todos los títulos que se necesitan para convertirse en Gran Campeón del formato original. En abril del 2017, Jeff Hardy ganó el Campeonato en Parejas de la WWE y se convirtió en la segunda persona en conseguirlo. 
Después de WrestleMania 31 en el 2015, la WWE anunció una renovada versión del Grand Slam, consistente en los cuatro campeonatos activos actuales en la WWE (Campeonato de la WWE, Intercontinental, Estados Unidos y de Parejas). Diez luchadores son reconocidos como grandes campeones bajo estos nuevos parámetros (incluyendo cuatro luchadores que ya lo eran con los antiguos requisitos).

#### Lista de campeones Grand Slam de WWE
A agosto de 2025, 22 luchadores son reconocidos como Grand Slam Champion de WWE bajo sus distintas modalidades.
| Texto                  | Texto |
| ---------------------- | --- |
| Fechas en negrita      | La fecha en que el luchador se convierte en "Gran Campeón".                                                                                                   |
| Nombres en negrita     | Indica que se es "Gran Campeón" bajo los dos formatos. |
| Campeonatos en cursiva | El campeonato es un título alternativo en el formato original de "Gran Campeón".                                                                              |
| Fechas en cursiva      | El luchador ganó el campeonato, pero no contribuye a su título de "Gran Campeón" porque ya lo había ganado o ya había obtenido un campeonato del mismo nivel. |
| ——                     | Indica que futuros reinados son imposibles debido a retiro, fallecimiento o que el campeonato se descontinuó.                                                 |
| Colores                | |
|                        | Ganó todos los títulos de alguno de los dos formatos. |
|                        | Ganó el campeonato como miembro de la marca Raw. |
|                        | Ganó el campeonato como miembro de la marca SmackDown. |
|                        | Ganó el campeonato como miembro de la marca ECW. |
|                        | Ganó el campeonato como miembro de la marca NXT. |
|                        | Ganó el campeonato antes de la extensión de marcas. |

##### Formato original (1997)
| Luchador               | Campeonatos mundiales   | Campeonatos mundiales   | Campeonatos en parejas                            | Campeonatos en parejas                       | Campeonato secundario    | Campeonatos terciarios   | Campeonatos terciarios   | Campeonatos terciarios |
| Luchador               | WWF/WWE                 | World Heavyweight       | WWF/World Tag Team                                | WWE/Raw Tag Team                             | Intercontinental         | European                 | Hardcore                 |                        |
| ---------------------- | ----------------------- | ----------------------- | ------------------------------------------------- | -------------------------------------------- | ------------------------ | ------------------------ | ------------------------ | ---------------------- |
| Shawn Michaels         | 31 de marzo de 1996     | 17 de noviembre de 2002 | 28 de agosto de 1994 (con Diesel)                 | 13 de diciembre de 2009 (con Triple H)       | 27 de octubre de 1992    | 20 de septiembre de 1997 | ——                       |                        |
| Triple H               | 23 de agosto de 1999    | 2 de septiembre de 2002 | 29 de abril de 2001 (con Stone Cold Steve Austin) | 13 de diciembre de 2009 (con Shawn Michaels) | 21 de octubre de 1996    | 11 de diciembre de 1997  | ——                       |                        |
| Kane                   | 28 de junio de 1998     | 18 de julio de 2010     | 13 de julio de 1998 (con Mankind)                 | 19 de abril de 2011 (con Big Show)           | 20 de mayo de 2001       | ——                       | 1 de abril de 2001       |                        |
| Chris Jericho          | 9 de diciembre de 2001  | 7 de septiembre de 2008 | 21 de mayo de 2001 (con Chris Benoit)             | 28 de junio de 2009 (con Edge)               | 12 de diciembre de 1999  | 2 de abril de 2000       | 28 de mayo de 2001       |                        |
| Kurt Angle             | 22 de octubre de 2000   | 10 de enero de 2006     | ——                                                | 20 de octubre de 2002 (con Chris Benoit)     | 27 de febrero de 2000    | 8 de febrero de 2000     | 10 de septiembre de 2001 |                        |
| Eddie Guerrero         | 15 de febrero de 2004   | ——                      | ——                                                | 17 de noviembre de 2002 (con Chavo Guerrero) | 5 de septiembre de 2000  | 3 de abril de 2000       | ——                       |                        |
| Rob Van Dam            | 11 de junio de 2006     | ——                      | 31 de marzo de 2003 (con Kane)                    | 7 de diciembre de 2004 (con Rey Mysterio)    | 17 de marzo de 2002      | 22 de julio de 2002      | 22 de julio de 2001      |                        |
| Booker T               | ——                      | 23 de julio de 2006     | 30 de octubre de 2001 (con Test)                  | ——                                           | 7 de julio de 2003       | ——                       | 4 de mayo de 2002        |                        |
| Jeff Hardy             | 14 de diciembre de 2008 | 7 de junio de 2009      | 29 de junio de 1999 (con Matt Hardy)              | 2 de abril de 2017 (con Matt Hardy)          | 10 de abril de 2001      | 8 de julio de 2002       | 12 de julio de 2001      |                        |
| John Bradshaw Layfield | 27 de junio de 2004     | ——                      | 25 de mayo de 1999 (con Faarooq)                  | ——                                           | 9 de marzo de 2009       | 22 de octubre de 2001    | 3 de junio de 2002       |                        |
| Christian              | ——                      | 1 de mayo de 2011       | 2 de abril de 2000 (con Edge)                     | ——                                           | 23 de septiembre de 2001 | 30 de octubre de 2001    | 17 de marzo de 2002      |                        |
| Big Show               | 14 de noviembre de 1999 | 18 de diciembre de 2011 | 22 de agosto de 1999 (con Undertaker)             | 26 de julio de 2009 (con Chris Jericho)      | 1 de abril de 2012       | ——                       | 25 de febrero de 2001    |                        |

##### Formato actual (2015)
| Luchador         | Campeonatos mundiales    | Campeonatos mundiales | Campeonatos en parejas                            | Campeonatos en parejas                                | Campeonatos secundarios (ambos necesarios) | Campeonatos secundarios (ambos necesarios) |
| Luchador         | WWF / WWE                | Universal             | WWE / Raw / World Tag Team                        | SmackDown / WWE Tag Team                              | Intercontinental                           | United States                              |
| ---------------- | ------------------------ | --------------------- | ------------------------------------------------- | ----------------------------------------------------- | ------------------------------------------ | ------------------------------------------ |
| Kurt Angle       | 22 de octubre de 2000    | ——                    | 20 de octubre de 2002 (con Chris Benoit)          | ——                                                    | 27 de febrero de 2000                      | 22 de octubre de 2001                      |
| Eddie Guerrero   | 15 de febrero de 2004    | ——                    | 17 de noviembre de 2002 (con Chavo Guerrero, Jr.) | ——                                                    | 4 de septiembre de 2000                    | 23 de julio de 2003                        |
| Edge             | 8 de enero de 2006       | ——                    | 5 de noviembre de 2002 (con Rey Mysterio)         |                                                       | 24 de julio de 1999                        | 12 de noviembre de 2001                    |
| Big Show         | 14 de noviembre de 1999  | ——                    | 26 de julio de 2009 (con Chris Jericho)           |                                                       | 1 de abril de 2012                         | 19 de octubre de 2003                      |
| The Miz          | 22 de noviembre de 2010  | ——                    | 16 de noviembre de 2007 (con John Morrison)       | 27 de enero de 2019 (con Shane McMahon)               | 23 de julio de 2012                        | 5 de octubre de 2009                       |
| Daniel Bryan     | 18 de agosto de 2013     | ——                    | 16 de septiembre de 2012 (con Kane)               | 7 de mayo de 2019 (con Rowan)                         | 29 de marzo de 2015                        | 19 de septiembre de 2010                   |
| Chris Jericho    | 9 de diciembre de 2001   | ——                    | 28 de junio de 2009 (con Edge)                    |                                                       | 12 de diciembre de 1999                    | 9 de enero de 2017                         |
| Dean Ambrose     | 19 de junio de 2016      | ——                    | 20 de agosto de 2017 (con Seth Rollins)           |                                                       | 13 de diciembre de 2015                    | 19 de mayo de 2013                         |
| Roman Reigns     | 22 de noviembre de 2015  | 19 de agosto de 2018  | 19 de mayo de 2013 (con Seth Rollins)             |                                                       | 20 de noviembre de 2017                    | 25 de septiembre de 2016                   |
| Randy Orton      | 7 de octubre de 2007     | ——                    | 21 de agosto de 2021 (con Riddle)                 | 4 de diciembre de 2016 (con Bray Wyatt & Luke Harper) | 14 de diciembre de 2003                    | 11 de marzo de 2018                        |
| Seth Rollins     | 29 de marzo de 2015      | 7 de abril de 2019    | 19 de mayo de 2013 (con Roman Reigns)             |                                                       | 8 de abril de 2018                         | 23 de agosto de 2015                       |
| Jeff Hardy       | 14 de diciembre de 2008  | ——                    | 2 de abril de 2017 (con Matt Hardy)               | 9 de abril de 2019 (con Matt Hardy)                   | 10 de abril de 2001                        | 16 de abril de 2018                        |
| Kofi Kingston    | 7 de abril de 2019       | ——                    | 22 de agosto de 2011 (con Evan Bourne)            | 23 de julio de 2017 (con Big E & Xavier Woods)        | 29 de junio de 2008                        | 1 de junio de 2009                         |
| Rey Mysterio     | 25 de julio de 2011      | ——                    | 5 de noviembre de 2002 (con Edge)                 | 16 de mayo de 2021 (con Dominik Mysterio)             | 5 de abril de 2009                         | 19 de mayo de 2019                         |
| A.J. Styles      | 11 de septiembre de 2016 | ——                    | 10 de abril de 2021 (con Omos)                    |                                                       | 12 de junio de 2020                        | 7 de julio de 2017                         |
| The Miz (2)      | 21 de febrero de 2021    | ——                    | 23 de noviembre de 2014 (Con Damien Sandow)       | 27 de febrero de 2020 (Con John Morrison)             | 22 de enero de 2018                        | 14 de junio de 2010                        |
| Seth Rollins (2) | 19 de junio de 2016      | 11 de agosto de 2019  | 20 de enero de 2020 (Con Buddy Murphy)            |                                                       | 19 de agosto de 2018                       | 10 de octubre de 2022                      |
| Kevin Owens      |                          | 29 de agosto de 2016  | 1 de abril de 2023 (Con Sami Zayn)                | 1 de abril de 2023 (Con Sami Zayn)                    | 20 de septiembre de 2015                   | 2 de abril de 2017                         |
| Finn Bálor       |                          | 21 de agosto de 2016  | 2 de septiembre de 2023 (Con Damian Priest)       | 2 de septiembre de 2023 (Con Damian Priest)           | 22 de febrero de 2019                      | 17 de agosto de 2022                       |

##### Formato femenino (2019)
| Nombre              | Campeonatos individuales     | Campeonatos individuales             | Campeonatos individuales | Campeonato en parejas                       |
| Nombre              | Raw/WWE Women's Championship | SmackDown/World Women's Championship | NXT Women's Championship | Women's Tag Team Championship               |
| ------------------- | ---------------------------- | ------------------------------------ | ------------------------ | ------------------------------------------- |
| Bayley              | 13 de febrero de 2017        | 19 de mayo de 2019                   | 22 de agosto de 2015     | 17 de febrero de 2019 (con Sasha Banks)     |
| Asuka               | 10 de mayo de 2020           | 16 de diciembre de 2018              | 1 de abril de 2016       | 6 de octubre de 2019 (con Kairi Sane)       |
| Sasha Banks         | 25 de julio de 2016          | 25 de octubre de 2020                | 11 de febrero de 2015    | 17 de febrero de 2019 (con Bayley)          |
| Charlotte Flair     | 3 de abril de 2016           | 14 de noviembre de 2017              | 29 de mayo de 2014       | 20 de diciembre de 2020 (con Asuka)         |
| Rhea Ripley         | 11 de abril de 2021          | 1 de abril de 2023                   | 18 de diciembre de 2019  | 20 de septiembre de 2021 (con Nikki A.S.H.) |
| Becky Lynch         | 7 de abril de 2019           | 11 de septiembre de 2016             | 12 de septiembre de 2023 | 27 de febrero de 2023 (con Lita)            |
| Iyo Sky             | 5 de agosto de 2023          | 3 de marzo de 2025                   | 7 de junio de 2020       | 12 de septiembre de 2022 (con Dakota Kai)   |
| Charlotte flair (2) | 21 de agosto de 2016         | 19 de agosto de 2018                 | 5 de abril de 2020       | 2 de agosto de 2025 (con Alexa Bliss)       |

#### Potenciales ganadores del Grand Slam

##### Masculino
Sólo luchadores contratados por WWE que hayan ganado los títulos necesarios para dos categorías diferentes.
| Luchador          | Campeonatos mundiales | Campeonatos mundiales         | Campeonatos mundiales | Campeonatos mundiales             | Campeonatos en parejas | Campeonatos en parejas | Campeonatos en parejas | Campeonatos secundarios | Campeonatos secundarios |
| Luchador          | WWF/WWE               | World Heavyweight (2002-2013) | Universal             | World Heavyweight (2023-presente) | WWF/World              | WWE/Raw/World          | SmackDown/WWE          | Intercontinental        | United States           |
| ----------------- | --------------------- | ----------------------------- | --------------------- | --------------------------------- | ---------------------- | ---------------------- | ---------------------- | ----------------------- | ----------------------- |
| John Cena         | Sí                    | Sí                            | No                    | No                                | Sí                     | Sí                     | No                     | No                      | Sí                      |
| Cody Rhodes       | Sí                    | No                            | Sí                    | No                                | Sí                     | Sí                     | Sí                     | Sí                      | No                      |
| Drew McIntyre     | Sí                    | No                            | No                    | Sí                                | No                     | Sí                     | No                     | Sí                      | No                      |
| Jey Uso           | No                    | No                            | No                    | Sí                                | No                     | Sí                     | Sí                     | Sí                      | No                      |
| Damian Priest     | No                    | No                            | No                    | Sí                                | No                     | Sí                     | Sí                     | No                      | Sí                      |
| Dominik Mysterio  | No                    | ——                            | No                    | No                                | ——                     | No                     | Sí                     | Sí                      | No                      |
| Jacob Fatu        | No                    | ——                            | No                    | No                                | ——                     | No                     | Sí                     | No                      | Sí                      |
| Sheamus           | Sí                    | Sí                            | No                    | No                                | No                     | Sí                     | Sí                     | No                      | Sí                      |
| Braun Strowman    | No                    | ——                            | Sí                    | No                                | No                     | Sí                     | No                     | Sí                      | No                      |
| Shinsuke Nakamura | No                    | ——                            | No                    | No                                | ——                     | No                     | Sí                     | Sí                      | Sí                      |
| Big E             | Sí                    | ——                            | No                    | No                                | ——                     | Sí                     | Sí                     | Sí                      | No                      |

- Rhodes se hizo acreedor del Campeonato Universal al ganar el Campeonato Universal Indiscutible de la WWE, pero cuando Cena obtuvo dicho título, el Campeonato Universal fue desactivado.

##### Femenino
| Nombre           | Campeonatos individuales | Campeonatos individuales | Campeonatos individuales | Campeonato en parejas |
| Nombre           | Raw/WWE                  | SmackDown/World          | NXT                      | Tag Team              |
| ---------------- | ------------------------ | ------------------------ | ------------------------ | --------------------- |
| Bianca Belair    | Sí                       | Sí                       | No                       | Sí                    |
| Liv Morgan       | No                       | Sí                       | No                       | Sí                    |
| Alexa Bliss      | Sí                       | Sí                       | No                       | Sí                    |
| Shayna Baszler   | No                       | No                       | Sí                       | Sí                    |
| Raquel Rodríguez | No                       | No                       | Sí                       | Sí                    |
| Nia Jax          | Sí                       | No                       | No                       | Sí                    |
| Kairi Sane       | No                       | No                       | Sí                       | Sí                    |
| Nikki Cross      | Sí                       | No                       | No                       | Sí                    |
| Natalya          | No                       | Sí                       | No                       | Sí                    |
| Carmella         | No                       | Sí                       | No                       | Sí                    |
| Naomi            | No                       | Sí                       | No                       | Sí                    |

### All Elite Wrestling (2018)
All Elite Wrestling no estableció un formato oficial hasta que Kenny Omega ganó el Campeonato Internacional en 2025, siendo el formato el obtener el título máximo de la empresa, un título secundario y ambos títulos de equipos, parejas y tríos, siendo estos el Campeonato Mundial de AEW, entre el Campeonato Internacional, el Campeonato Continental o el Campeonato TNT, y los Campeonato Mundial en Parejas de AEW y Campeonato Mundial de Tríos de AEW.
| Nombre      | Campeonato Principal   | Campeonato en Parejas               | Campeonato en Parejas                         | Campeonato Secundario | Campeonato Secundario      | Campeonato Secundario    |
| Nombre      | AEW World Championship | World Tag Team Championship         | World Trios Championship                      | TNT Championship      | International Championship | Continental Championship |
| ----------- | ---------------------- | ----------------------------------- | --------------------------------------------- | --------------------- | -------------------------- | ------------------------ |
| Kenny Omega | 2 de diciembre de 2020 | 21 de enero de 2020 (con Adam Page) | 4 de septiembre de 2022 (con The Young Bucks) |                       | 9 de marzo de 2025         |                          |

#### Potenciales ganadores del Grand Slam
Sólo luchadores contratados por All Elite Wrestling que hayan ganado los títulos necesarios para dos categorías diferentes.
| Nombre                  | Campeonato Principal   | Campeonato en Parejas       | Campeonato en Parejas    | Campeonato Secundario      | Campeonato Secundario | Campeonato Secundario    |
| Nombre                  | AEW World Championship | World Tag Team Championship | World Trios Championship | International Championship | TNT Championship      | Continental Championship |
| ----------------------- | ---------------------- | --------------------------- | ------------------------ | -------------------------- | --------------------- | ------------------------ |
| Jon Moxley              | Sí                     | No                          | No                       | Sí                         | No                    | No                       |
| Swerve Strickland       | Sí                     | Sí                          | No                       | No                         | No                    | No                       |
| "Hangman" Adam Page     | Sí                     | Sí                          | No                       | No                         | No                    | No                       |
| PAC                     | No                     | No                          | Sí                       | Sí                         | No                    | No                       |
| MJF                     | Sí                     | No                          | No                       | Sí                         | No                    | No                       |
| Samoa joe               | Sí                     | No                          | Sí                       | No                         | Sí                    | No                       |
| Luchasaurus             | No                     | Sí                          | Sí                       | No                         | Sí                    | No                       |
| Darby Allin             | No                     | Sí                          | No                       | No                         | Sí                    | No                       |
| (Jungle Boy) Jack Perry | No                     | Sí                          | No                       | No                         | Sí                    | No                       |
| Scorpio Sky             | No                     | Sí                          | No                       | No                         | Sí                    | No                       |

### Total Nonstop Action Wrestling (2009)
El primer Gran Campeón de Total Nonstop Action Wrestling fue coronado el 15 de marzo de 2009 en el PPV Destination X. En el evento, AJ Styles derrotó a Booker T ganando el Campeonato de Leyendas de la TNA. El 19 de marzo, en TNA iMPACT!, Mike Tenay le anunció como el primer Gran Campeón de la TNA al haber capturado el Campeonato Mundial Peso Pesado de la NWA, Campeonato Mundial en Parejas de la NWA o Campeonato Mundial en Parejas de la TNA, Campeonato de la División X de la TNA y el Campeonato de Leyendas de la TNA.
Al igual que la Triple Corona, éste es un premio acumulativo, por lo que, cuando Styles consiguió por segunda vez el Campeonato Global (antiguo Campeonato de Leyendas) el 13 de julio de 2010,se proclamó dos veces Gran Campeón.

#### Lista de Campeones Grand Slam de Impact Wrestling
La siguiente lista es una lista de los Grandes Campeones en TNA Wrestling con las fechas en las cuales ganaron su primer reinado del título requerido.
| Luchador              | Campeonatos mundiales   | Campeonatos mundiales          | Campeonatos en parejas                  | Campeonatos en parejas                     | Campeonato secundario    | Campeonatos terciarios                 | Campeonatos terciarios |
| Luchador              | NWA World Heavyweight   | TNA/Impact World (Heavyweight) | NWA World Tag Team                      | TNA/Impact World Tag Team                  | X Division               | Legends/Global/TV/King of the Mountain | Impact Grand           |
| --------------------- | ----------------------- | ------------------------------ | --------------------------------------- | ------------------------------------------ | ------------------------ | -------------------------------------- | ---------------------- |
| A.J. Styles (2 veces) | 11 de junio de 2003     | 20 de septiembre de 2009       | 3 de julio de 2002 (con Jerry Lynn)     | 14 de octubre de 2007 (con Tomko)          | 19 de junio de 2002      | 15 de marzo de 2009                    | ——                     |
| Abyss                 | 19 de noviembre de 2006 | ——                             | 4 de febrero de 2004 (con A.J. Styles)  | 19 de septiembre de 2014 (con James Storm) | 16 de mayo de 2011       | 9 de enero de 2011                     | ——                     |
| Samoa Joe             | ——                      | 13 de abril de 2008            | ——                                      | 15 de julio de 2007 (sin compañero)        | 11 de diciembre de 2005  | 27 de septiembre de 2012               | ——                     |
| Eric Young            | ——                      | 10 de abril de 2014            | 12 de octubre de 2004 (con Bobby Roode) | 15 de abril de 2008 (con Kaz)              | 7 de diciembre de 2008   | 18 de octubre de 2009                  | ——                     |
| Austin Aries          | ——                      | 8 de julio de 2012             | ——                                      | 25 de enero de 2013 (con Bobby Roode)      | 11 de septiembre de 2011 | ——                                     | 14 de enero de 2018    |

#### Potenciales ganadores del Grand Slam
Solo luchadores contratados por TNA Wrestling que hayan ganado los títulos necesarios para dos categorías diferentes.
- En cursiva, los luchadores que no están actualmente en TNA Wrestling pero sí con empresas aliadas.

| Luchador           | Campeonatos Mundiales | Campeonatos Mundiales | Campeonatos en Parejas | Campeonatos en Parejas | Campeonato Secundario | Campeonatos Terciarios                 | Campeonatos Terciarios | Campeonatos Terciarios |
| Luchador           | NWA World Heavyweight | World (Heavyweight)   | NWA World Tag Team     | World Tag Team         | X-Division            | Legends/Global/TV/King of the Mountain | Grand                  | Digital Media          |
| ------------------ | --------------------- | --------------------- | ---------------------- | ---------------------- | --------------------- | -------------------------------------- | ---------------------- | ---------------------- |
| Joe Hendry         | ——                    | Sí                    | ——                     | No                     | No                    | ——                                     | ——                     | Sí                     |
| (Frankie) Kazarian | ——                    | No                    | ——                     | Sí                     | Sí                    | No                                     | ——                     | No                     |
| Moose              | ——                    | Sí                    | ——                     | No                     | Sí                    | No                                     | Sí                     | No                     |
| Eddie Edwards      | ——                    | Sí                    | ——                     | Sí                     | Sí                    | No                                     | No                     | No                     |
| Matt Hardy         | ——                    | Sí                    | ——                     | Sí                     | No                    | No                                     | No                     | No                     |
| Jeff Hardy         | ——                    | Sí                    | ——                     | Sí                     | No                    | No                                     | No                     | No                     |
| Crazzy Steve       | ——                    | No                    | ——                     | Sí                     | No                    | ——                                     | ——                     | Sí                     |
| Josh Alexander     | ——                    | Sí                    | ——                     | Sí                     | Sí                    | ——                                     | ——                     | No                     |
| Rich Swann         | ——                    | Sí                    | ——                     | No                     | Sí                    | ——                                     | ——                     | Sí                     |
| James Storm        | No                    | Sí                    | Sí                     | Sí                     | No                    | Sí                                     | No                     | No                     |
| Alex Shelley       | ——                    | Sí                    | ——                     | Sí                     | Sí                    | ——                                     | ——                     | No                     |
| Chris Sabin        | ——                    | Sí                    | ——                     | Sí                     | Sí                    | No                                     | No                     | No                     |
| Pentagón Jr.       | ——                    | Sí                    | ——                     | Sí                     | No                    | No                                     | ——                     | No                     |
| Eli Drake          | ——                    | Sí                    | ——                     | Sí                     | No                    | Sí                                     | No                     | No                     |
| Drew Galloway      | ——                    | Sí                    | ——                     | No                     | No                    | No                                     | Sí                     | No                     |
| Robert/Bobby Roode | No                    | Sí                    | Sí                     | Sí                     | No                    | Sí                                     | ——                     | No                     |
| Magnus/Nick Aldis  | ——                    | Sí                    | ——                     | Sí                     | No                    | No                                     | ——                     | No                     |

### Ring of Honor (2018)
El primer Gran Campeón de Ring of Honor (ROH) fue coronado el 9 de marzo de 2018 en el PPV ROH 16th Anniversary Show. Christopher Daniels es el primer y hasta ahora único luchador en lograr esta hazaña, haciéndolo en el ROH 16th Anniversary Show, cuando ganó los títulos de ROH World Six-Man Tag Team Championship para completar el Grand Slam.

#### Lista de Campeones Grand Slam de ROH Wrestling
Sólo luchadores contratados por ROH Wrestling que hayan ganado dos o tres de los títulos necesarios.
| Luchador            | Campeonato Mundial  | Campeonato Secundario   | Campeonato en Parejas                          | Campeonato Terciario | Campeonato Terciario                                     |
| Luchador            | ROH World           | World Television        | World Tag Team                                 | Pure                 | World Six-Man Tag Team                                   |
| ------------------- | ------------------- | ----------------------- | ---------------------------------------------- | -------------------- | -------------------------------------------------------- |
| Christopher Daniels | 10 de marzo de 2017 | 10 de diciembre de 2010 | 21 de septiembre de 2002 (con Donovan Morgan)  | ——                   | 9 de marzo de 2018 (con Frankie Kazarian y Scorpio Sky)  |
| Matt Taven          | 6 de abril de 2019  | 2 de marzo de 2013      | 18 de septiembre de 2015 (con Mike Bennett)    | ——                   | 2 de diciembre de 2016 (con TK O'Ryan y Vinny Marseglia) |
| Jay Lethal          | 19 de junio de 2015 | 13 de agosto de 2011    | 13 de diciembre de 2019 (con Jonathan Gresham) | 5 de marzo de 2005   | ——                                                       |

#### Potenciales ganadores del Grand Slam
| Luchador         | Campeonatos Mundiales | Campeonato Secundario | Campeonatos en Parejas | Campeonato Terciario | Campeonato Terciario   |
| Luchador         | ROH World             | World Television      | World Tag Team         | Pure                 | World Six-Man Tag Team |
| ---------------- | --------------------- | --------------------- | ---------------------- | -------------------- | ---------------------- |
| Mark Briscoe     | Sí                    | No                    | Sí                     | No                   | Sí                     |
| Samoa Joe        | Sí                    | Sí                    | No                     | Sí                   | No                     |
| Dalton Castle    | Sí                    | No                    | No                     | No                   | Sí                     |
| Jonathan Gresham | Sí                    | No                    | Sí                     | Sí                   | No                     |
| Bandido          | Sí                    | No                    | No                     | No                   | Sí                     |
| Kenny King       | No                    | Sí                    | Sí                     | No                   | No                     |
| Marty Scurll     | No                    | Sí                    | No                     | No                   | Sí                     |
| Brody King       | No                    | No                    | Sí                     | No                   | Sí                     |
| PCO              | Sí                    | No                    | Sí                     | No                   | Sí                     |

## Estados Unidos (regional)

### Florida Championshp Wrestling (2012)
En la Florida Championship Wrestling, a diferencia de las otras promociones, para ser un Gran Campeón tan sólo son necesarios tres títulos: el Campeonato Peso Pesado de Florida, el Campeonato en Parejas de Florida y el Campeonato 15 de la FCW. El primer Gran Campeón fue Seth Rollins. Debido a que todos los títulos fueron desactivados cuando la FCW cambió a NXT Wrestling, ningún luchador más puede ser Gran Campeón.

#### Lista de Campeones Grand Slam de FCW
| Luchador         | Campeonato Primario              | Campeonato en Parejas                      | Campeonato Secundario |
| Luchador         | Florida Heavyweight Championship | Florida Tag Team Championship              | Jack Brisco 15 Medal  |
| ---------------- | -------------------------------- | ------------------------------------------ | --------------------- |
| Seth Rollins     | 23 de febrero de 2012            | 25 de marzo de 2011 (con Richie Steamboat) | 13 de enero de 2011   |
| Richie Steamboat | 25 de julio de 2012              | 25 de marzo de 2011 (con Seth Rollins)     | 13 de enero de 2012   |

## Japón

### New Japan Pro-Wrestling (2021)
En 2021, New Japan Pro-Wrestling (NJPW) retroactivamente estableció su propia versión del Grand Slam, algunas veces denominado como la Cuádruple Corona, que consiste en el Campeonato Peso Pesado de la IWGP, el Campeonato Peso Pesado de los Estados Unidos de la IWGP, el Campeonato Intercontinental de la IWGP y el Campeonato de Peso Abierto NEVER. El NJPW Grand Slam es el único que está constituido por cuatro campeonatos individuales. Jay White fue el primero en obtener dicho logro, completando el circuito el 3 de mayo de 2021 en Wrestling Dontaku 2021.
Se desconoce si se planteará un nuevo Grand Slam, ya que el Campeonato Intercontinental de la IWGP fue unificado junto al Campeonato Peso Pesado de la IWGP en favor del nuevo Campeonato Mundial Peso Pesado de la IWGP.

#### Lista de Campeones Grand Slam de New Japan Pro-Wrestling
La siguiente lista es una lista de los Grandes Campeones en New Japan Pro-Wrestling con las fechas en las cuales ganaron su primer reinado del título requerido.
| Luchador          | Campeonatos mundiales  | Campeonatos mundiales | Campeonatos secundarios        | Campeonatos secundarios  | Campeonato terciario |
| Luchador          | IWGP World Heavyweight | IWGP Heavyweight      | IWGP United States Heavyweight | IWGP Intercontinental    | NEVER Openweight     |
| ----------------- | ---------------------- | --------------------- | ------------------------------ | ------------------------ | -------------------- |
| Jay White         | 12 de junio de 2022    | 11 de febrero de 2019 | 28 de enero de 2018            | 22 de septiembre de 2019 | 3 de mayo de 2021    |
| Hiroshi Tanahashi | ——                     | 17 de julio de 2006   | 14 de agosto de 2021           | 4 de enero de 2014       | 30 de enero de 2021  |

#### Potenciales ganadores del Grand Slam
Sólo luchadores contratados por New Japan Pro-Wrestling que hayan ganado dos o tres de los títulos necesarios.
- En cursiva, los luchadores que no están actualmente en New Japan Pro-Wrestling pero sí con empresas aliadas.

| Luchador      | Campeonatos Mundiales  | Campeonatos Mundiales | Campeonatos secundarios | Campeonatos secundarios        | Campeonatos secundarios | Campeonato terciario |
| Luchador      | IWGP World Heavyweight | IWGP Heavyweight      | IWGP Global Heavyweight | IWGP United States Heavyweight | IWGP Intercontinental   | NEVER Openweight     |
| ------------- | ---------------------- | --------------------- | ----------------------- | ------------------------------ | ----------------------- | -------------------- |
| Tetsuya Naito | Sí                     | Sí                    | No                      | No                             | Sí                      | Sí                   |
| Kota Ibushi   | Sí                     | Sí                    | No                      | No                             | Sí                      | Sí                   |
| Sanada        | Sí                     | No                    | No                      | Sí                             | No                      | No                   |
| Evil          | No                     | Sí                    | No                      | No                             | Sí                      | Sí                   |
| David Finlay  | No                     | No                    | Sí                      | No                             | No                      | Sí                   |
| Shingo Takagi | Sí                     | No                    | No                      | No                             | No                      | Sí                   |
| Togi Makabe   | No                     | Sí                    | No                      | No                             | No                      | Sí                   |
| Yugi Nagata   | No                     | Sí                    | No                      | No                             | No                      | Sí                   |
| Minoru Suzuki | No                     | No                    | No                      | No                             | Sí                      | Sí                   |
| Hirooki Goto  | No                     | No                    | No                      | No                             | Sí                      | Sí                   |
| KENTA         | No                     | No                    | No                      | Sí                             | No                      | Sí                   |
| Will Ospreay  | Sí                     | No                    | No                      | Sí                             | No                      | Sí                   |
| Kenny Omega   | No                     | Sí                    | No                      | Sí                             | Sí                      | No                   |

### World Wonder Ring Stardom
En la promoción femenina japonesa World Wonder Ring Stardom es posible ser gran campeona si la luchadora ha ganado alguna vez todos los títulos de la compañía (a excepción de los campeonatos juveniles)

#### Lista de Campeonas Grand Slam de Stardom
| Luchadora                 | Campeonato Primario           | Campeonatos secundarios        | Campeonatos secundarios        | Campeonatos secundarios | Campeonatos en equipos                      | Campeonatos en equipos                                         |
| Luchadora                 | World of Stardom Championship | Wonder of Stardom Championship | SWA World Championship         | High Speed Championship | Goddess of Stardom Championship             | Artist of Stardom Championship                                 |
| ------------------------- | ----------------------------- | ------------------------------ | ------------------------------ | ----------------------- | ------------------------------------------- | -------------------------------------------------------------- |
| Io Shirai                 | 29 de abril de 2013           | 17 de mayo de 2015             | 21 de mayo de 2016 (inaugural) | 6 de mayo de 2014       | 6 de mayo de 2015 (a)                       | 7 de diciembre de 2014 (con Mayu Iwatani y Takumi Iroha)       |
| Mayu Iwatani              | 21 de junio de 2017           | 27 de julio de 2014            | 5 de mayo de 2022              | 11 de octubre de 2015   | 6 de mayo de 2015 (a)                       | 29 de diciembre de 2013 (con Hiroyo Matsumoto y Miho Wakizawa) |
| Potenciales ganadoras (1) |                               |                                |                                |                         |                                             |                                                                |
| Kairi (Hojo)              | 29 de marzo de 2015           | 15 de mayo de 2016             | -                              | -                       | 29 de abril de 2013 (Con Natsumi Showzuki)  | 23 de junio de 2013 (con Kaori Yoneyama y Yuhi)                |
| Tam Nakano                | 23 de abril de 2023           | 3 de marzo de 2021             | -                              | -                       | 21 de agosto de 2022 (con Natsupoi)         | 30 de septiembre de 2018 (Con Mayu Iwatani y Saki Kashima)     |
| Utami Hayashishita        | 15 de noviembre de 2020       | -                              | 14 de enero de 2019            | -                       | 23 de noviembre de 2018 (con Momo Watanabe) | 23 de noviembre de 2019 (con AZM y Momo Watanabe)              |
| Giulia                    | 29 de diciembre de 2022       | 26 de julio de 2020            | -                              | -                       | 4 de abril de 2021 (b)                      | 8 de febrero de 2020 (con Maika)(c)                            |
| Syuri                     | 29 de diciembre de 2021       | -                              | 15 de noviembre de 2020        | -                       | 4 de abril de 2021 (b)                      | 8 de febrero de 2020 (con Maika)(c)                            |
| Bea Priestley             | 4 de mayo de 2019             | -                              | 3 de octubre de 2020           | -                       | 19 de enero de 2020 (con Jamie Hayter)      | 14 de noviembre de 2020 (con Natsuko Tora y Saki Kashima)      |

1) Luchadoras activas que ganaron por lo menos un título de cada categoría
a) Shirai e Iwatani ganaron el Goddess of Stardom Championship por primera vez formando equipo entre ellas
b) Giulia y Syuri ganaron el Goddess of Stardom Championship por primera vez formando equipo entre ellas
c) Giulia y Syuri ganaron el Artist of Stardom Championship por primera vez formando equipo entre ellas y Maika
En negrita, luchadoras bajo contrato con Stardom

### Tokyo Joshi Pro Wrestling
En TJPW, el Grand Slam está compuesto por todos los títulos disponibles promocionados por la empresa. Son el Campeonato Princesa de Princesa, el Campeonato Princesa en Parejas y el Campeonato Internacional de Princesa. El 18 de marzo de 2023, durante el evento Grand Princess, Rika Tatsumi se convirtió en la primera campeona Grand Slam en la historia de TJPW.

#### Lista de Campeonas Grand Slam de TJPW
| Luchadora    | Campeonato Primario               | Campeonato en Parejas                     | Campeonato Secundario               |
| Luchadora    | Princess of Princess Championship | Princess Tag Team Championship            | International Princess Championship |
| ------------ | --------------------------------- | ----------------------------------------- | ----------------------------------- |
| Rika Tatsumi | 4 de enero de 2021                | 3 de noviembre de 2023 (con Miu Watanabe) | 18 de marzo de 2023                 |
| Miu Watanabe | 31 de marzo de 2024               | 3 de noviembre de 2023 (con Rika Tatsumi) | 9 de octubre de 2022                |

#### Campeonas potenciales
Los siguientes luchadoras contratados por TJPW necesitan un reinado de un título para ser Campeonas de Grand Slam:
| Nombre          | Campeonatos Primario | Campeonatos en Parejas | Campeonatos Secundarios |
| Nombre          | Princess of Princess | Princess Tag Team      | International Princess  |
| --------------- | -------------------- | ---------------------- | ----------------------- |
| Hikari Noa      | No                   | Sí                     | Sí                      |
| Maki Itoh       | No                   | Sí                     | Sí                      |
| Max the Impaler | No                   | Sí                     | Sí                      |
| Miyu Yamashita  | Sí                   | Sí                     | No                      |
| Mizuki          | Sí                   | Sí                     | No                      |
| Shoko Nakajima  | Sí                   | Sí                     | No                      |
| Yuka Sakazaki   | Sí                   | Sí                     | No                      |
| Yuki Arai       | No                   | Sí                     | Sí                      |